# Воскресение Иисуса Христа

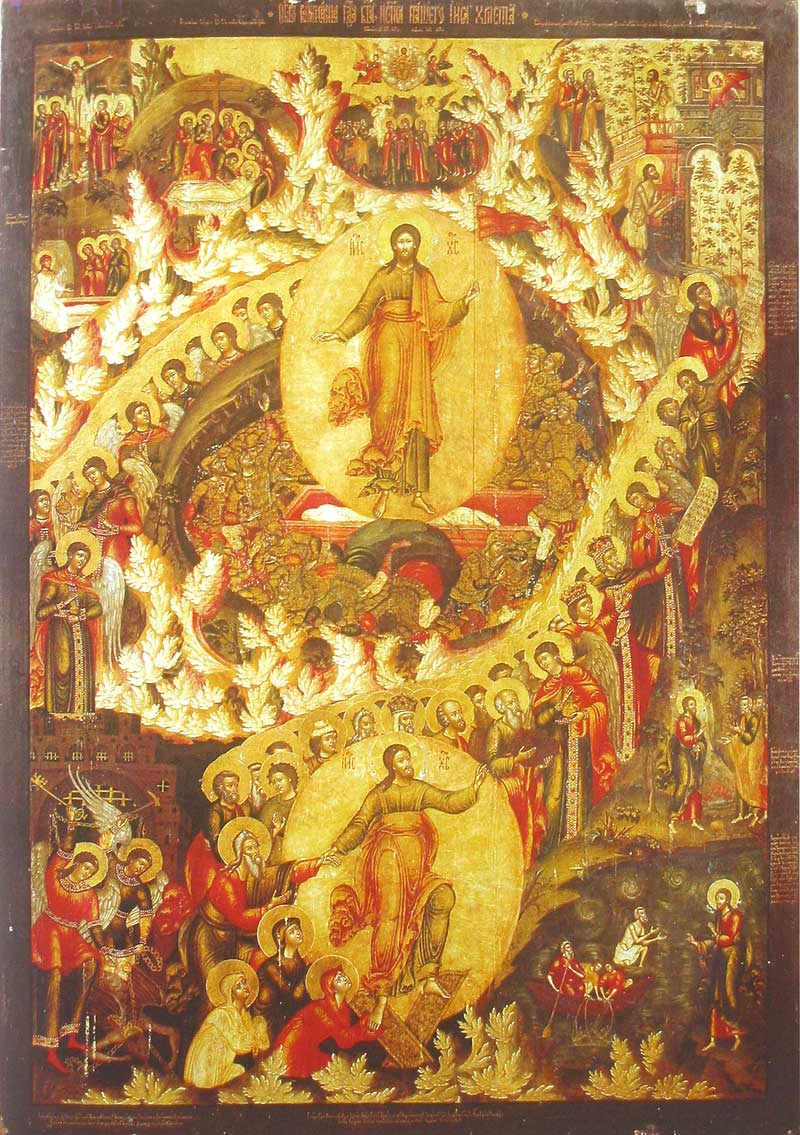
Воскресение Иисуса Христа, ярославская иконописная школа, XVII век

Воскресение Иисуса Христа — одно из наиболее известных событий, описанных в книгах Нового Завета. Вера в воскресение из мёртвых Иисуса является краеугольным камнем христианства.

## Пророчества о воскресении Христа
В первом послании к Коринфянам апостол Павел пишет, что Иисус Христос «воскрес в третий день, по Писанию» (1Кор. 15:4). Под Писанием понимается Ветхий Завет. Святые Отцы указывали следующие места Ветхого Завета, которые являются прообразами и пророчествами воскресения Иисуса Христа:
1. Иисус Христос говорит: «род лукавый и прелюбодейный ищет знамения; и знамение не дастся ему, кроме знамения Ионы пророка, ибо как Иона был во чреве кита три дня и три ночи, так и Сын Человеческий будет в сердце земли три дня и три ночи» (Мф. 12:39, 40).
2. Купина, как она горела и не сгорала (Исх. 3:2, 3), так и тело (Христово) было мертво, но не удержано смертью навсегда.
3. Змия, бывшего при пророке Данииле: как он, приняв пищу, данную ему пророком, расселся (Дан. 14:27), так и ад, приняв тело Христово, распался, потому что тело расторгло чрево его и воскресло.
4. «Он отторгнут от земли живых» (Ис. 53:8).
5. «Господу угодно было поразить Его, и Он предал Его мучению; когда же душа Его принесет жертву умилостивления, Он узрит потомство долговечное, и воля Господня благоуспешно будет исполняться рукою Его. На подвиг души Своей Он будет смотреть с довольством; чрез познание Его Он, Праведник, Раб Мой, оправдает многих и грехи их на Себе понесет» (Ис. 53:10, 11).
6. «Ты не оставишь души моей в аде и не дашь святому Твоему увидеть тление» (Пс. 15:10).
7. «Да восстанет Бог, и расточатся враги Его, и да бегут от лица Его ненавидящие Его» (Пс. 67:2).

## Четвероевангелие
Совмещение евангельских повествований:
- Евангелие от Матфея: 28
- Евангелие от Марка: 16
- Евангелие от Луки: 24
- Евангелие от Иоанна: 20

По древнему иудейскому преданию Мессия — Царь Израилев должен быть явлен на Пасху в Иерусалиме. Народ, зная о чудесном воскрешении Лазаря, торжественно встречает Иисуса как грядущего Царя.
- Великий четверг — Христос устанавливает Таинство Евхаристии в доме Симона прокажённого в Галилее. Синоптические Евангелия описывают этот день как день опресноков, то есть иудейскую Пасху. Иоанн и дальнейшие события других Евангелий показывают, что иудеи Иерусалима праздновали Пасху в день казни Христа, то есть двумя днями позже. Наиболее вероятное объяснение, с учётом кумранских находок, говорит, что календарь Галилеи отставал на два дня от иерусалимского календаря. Таким образом, на Тайной вечере Пасха ветхозаветная — агнец, вино и опресноки мистически связывается с Пасхой новозаветной — Христом, Его Телом и Кровью[3].

- Страстная пятница — по традиции перед праздником Пасхи Понтий Пилат хотел отпустить одного узника, в надежде, что народ будет просить за Иисуса. Однако, подстрекаемый старейшинами, народ требует отпустить Варавву. Иоанн подчёркивает, что распятие происходит в день Пасхи, так как заклание пасхального жертвенного агнца в ветхозаветную Пасху есть прообраз Пасхи новозаветной — заклания Христа как Агнца Божиего за грехи мира. Как кости пасхального агнца (перворождённого и без порока) не должны быть преломлены, так и Христу не перебивают голени, в отличие от других казнённых. Иосиф Аримафейский и Никодим, попросив у Пилата погребения тела Иисуса, обвивают его плащаницей, пропитанной благовониями, и кладут в ближайший гроб — пещеру до наступления субботнего покоя (ср. пасхальный агнец должен быть съеден до начала следующего дня). Возле гроба находятся Мария Магдалина и «другая Мария».

- Великая суббота — первосвященники, вспомнив, что Христос говорил о своём воскресении на третий день, просят Пилата поставить стражу на три дня, чтобы ученики не украли тело, изобразив тем самым воскресение учителя из мёртвых. Пилат сказал им: имеете стражу; пойдите, охраняйте, как знаете. (Мф. 27:65). Первосвященники пошли и поставили у гроба своих воинов, и опечатали гроб.

- Воскресение Христово (первый день после субботы) — после субботнего покоя ко гробу идут жёны-мироносицы. Перед ними на гроб сходит Ангел, и происходит землетрясение, из-за чего камень отворяет гроб, а стража повергается в страх. Ангел говорит жёнам, что Христос воскрес, и предварит их в Галилее. Мария Магдалина, пришедшая ко гробу ранее всех, возвращается и сообщает апостолам Петру и Иоанну, что тело Учителя унесли. Пётр и Иоанн спешат ко гробу. Первый подбегает Иоанн, но, не решаясь войти, видит в гробе только пелены. Пётр же сразу входит в гробницу и замечает, что сударь, повитый вокруг головы, лежит не с ризами, но особо. Иоанн, видя аккуратно сложенные пелены и зная запрет касания иудеями мертвого тела, первый из апостолов уверовал в воскресение Иисуса Христа. Пётр же «отъиде, в себе дивяся бывшему» (Лк.24:12).

Стража сообщила происшедшее первосвященникам. Первосвященники же дали им много денег, чтобы те говорили, что ночью, когда они спали, ученики Иисуса украли Его. Воины так и поступили, как научены были.

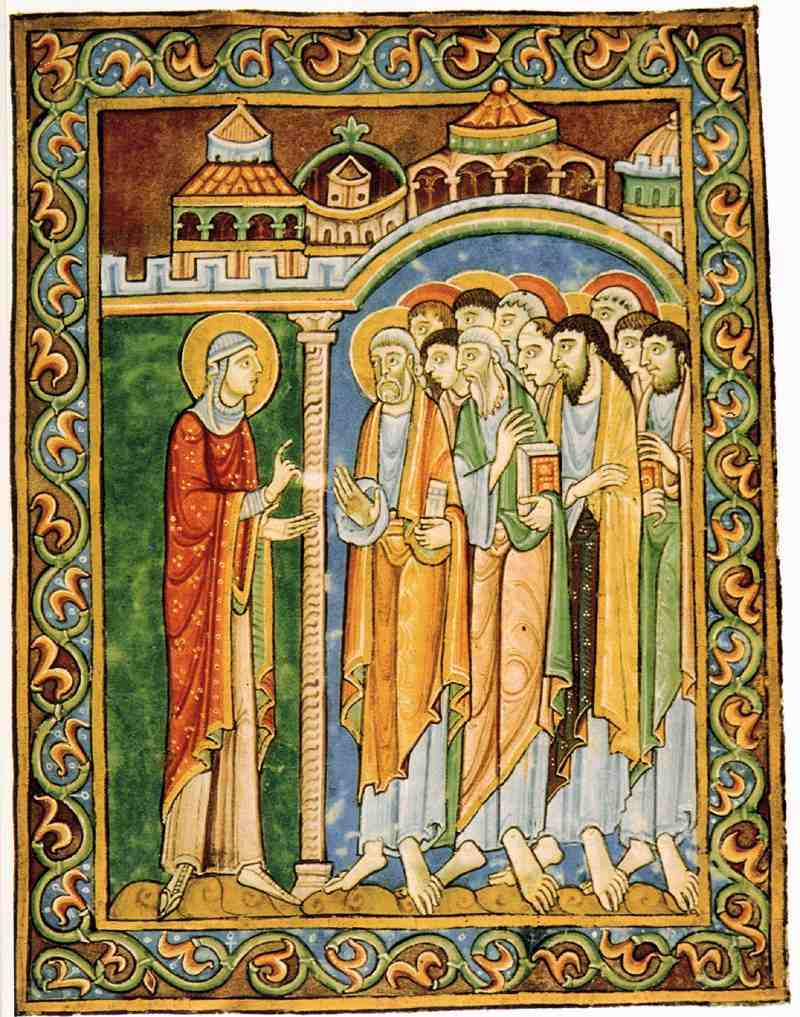
Мария Магдалина рассказывает апостолам об явлении ей Христа и его воскрешении, миниатюра из псалтыри св. Олбана, 1120-е гг.

1. После того как апостолы ушли, у гроба осталась плачущая Мария Магдалина. Ей являются два ангела, а потом и Христос, которого она сперва приняла за садовника. Христос говорит ей, чтоб она не прикасалась к Нему, а возвратилась, сказав остальным, что Он восходит к Отцу и Богу.
2. Мария, возвращаясь с Благовестием к ученикам, встречает другую Марию. Христос является жёнам второй раз, вновь повелевая сообщить о Воскресении всем ученикам. Апостолы же, услышав о воскресении Иисуса, не поверили.
3. Путник, явившийся Луке и Клеопе по дороге в Эммаус, расспрашивает их о событиях в Иерусалиме и толкует Писание, что Христу подобает воскреснуть. Ученики узнают Его только вечером, когда Христос преломляет хлебы, после чего мгновенно исчезает. Они тотчас возвращаются в Иерусалим, сообщая об этом апостолам, которые не поверили.
4. Бывшие там же другие ученики говорили, что Иисус явился и Симону.
5. В момент этого обсуждения, Христос является ученикам, кроме Фомы, сквозь запертые двери (из-за боязни иудеев). Ученики же подумали, что это лишь дух Иисуса. Тогда, подтверждая свою телесность, Иисус вкушает печёную рыбу и мёд.

- Спустя 8 дней (Антипасха, Фомина Неделя) Христос вновь является ученикам, среди которых Фома, через затворенную дверь. Говорит Фоме, чтобы тот вложил пальцы в раны, дабы убедиться в реальности воскресшего тела. Фома восклицает «Господь мой и Бог мой!».

- В течение сорока последующих дней Христос является ученикам на море Тивериадском (в Галилее) при ловле рыбы, где восстанавливает апостольство Петра, а также ещё более чем пятистам человекам (1Кор.15:6).
- На сороковой день после воскресения Иисус возносится на небо, благословляя апостолов.
- На пятидесятый день после воскресения апостолы по обещанию Господа получают дары Святого Духа.

## «Апостол»
В книге Деяний апостолы начинают свою проповедь еврейскому народу об Иисусе воскресшем как о том Мессии, Которого и ждал Израиль, но по неведению и попущению Божиему убил, «пригвоздив руками беззаконных», то есть римских солдат. Воскресение Христа является новостью для жителей Иерусалима и окрестностей, которую, тем не менее, апостолы подкрепляют толкованием Писаний. В итоге проповедь учеников навлекает на себя гнев первосвященников, те начинают применять запретительные меры, чтобы апостолы не проповедовали народу.
В Посланиях апостола Павла тема воскресения Христа открывается с большой богословской глубиной:
- «Пасха наша, Христос, заклан за нас» (1Кор. 5:7);
- «быв погребены с Ним в крещении, в Нем вы и совоскресли верою в силу Бога, Который воскресил Его из мертвых» (Кол. 2:12)
- «Итак мы погреблись с Ним крещением в смерть, дабы, как Христос воскрес из мертвых славою Отца, так и нам ходить в обновленной жизни. Ибо если мы соединены с Ним подобием смерти Его, то должны быть соединены и подобием воскресения» (Рим. 6:3-5);
- «Ибо любовь Христова объемлет нас, рассуждающих так: если один умер за всех, то все умерли. А Христос за всех умер, чтобы живущие уже не для себя жили, но для умершего за них и воскресшего. …Итак, кто во Христе, тот новая тварь; древнее прошло, теперь все новое» (2Кор. 5:14-17);
- «Он погребен был, и что воскрес в третий день, по Писанию,…Если же о Христе проповедуется, что Он воскрес из мертвых, то как некоторые из вас говорят, что нет воскресения мертвых? Если нет воскресения мертвых, то и Христос не воскрес; а если Христос не воскрес, то и проповедь наша тщетна, тщетна и вера ваша… Как в Адаме все умирают, так во Христе все оживут, каждый в своем порядке: первенец Христос, потом Христовы, в пришествие Его» (1Кор. 15:4,12-14,22-23)

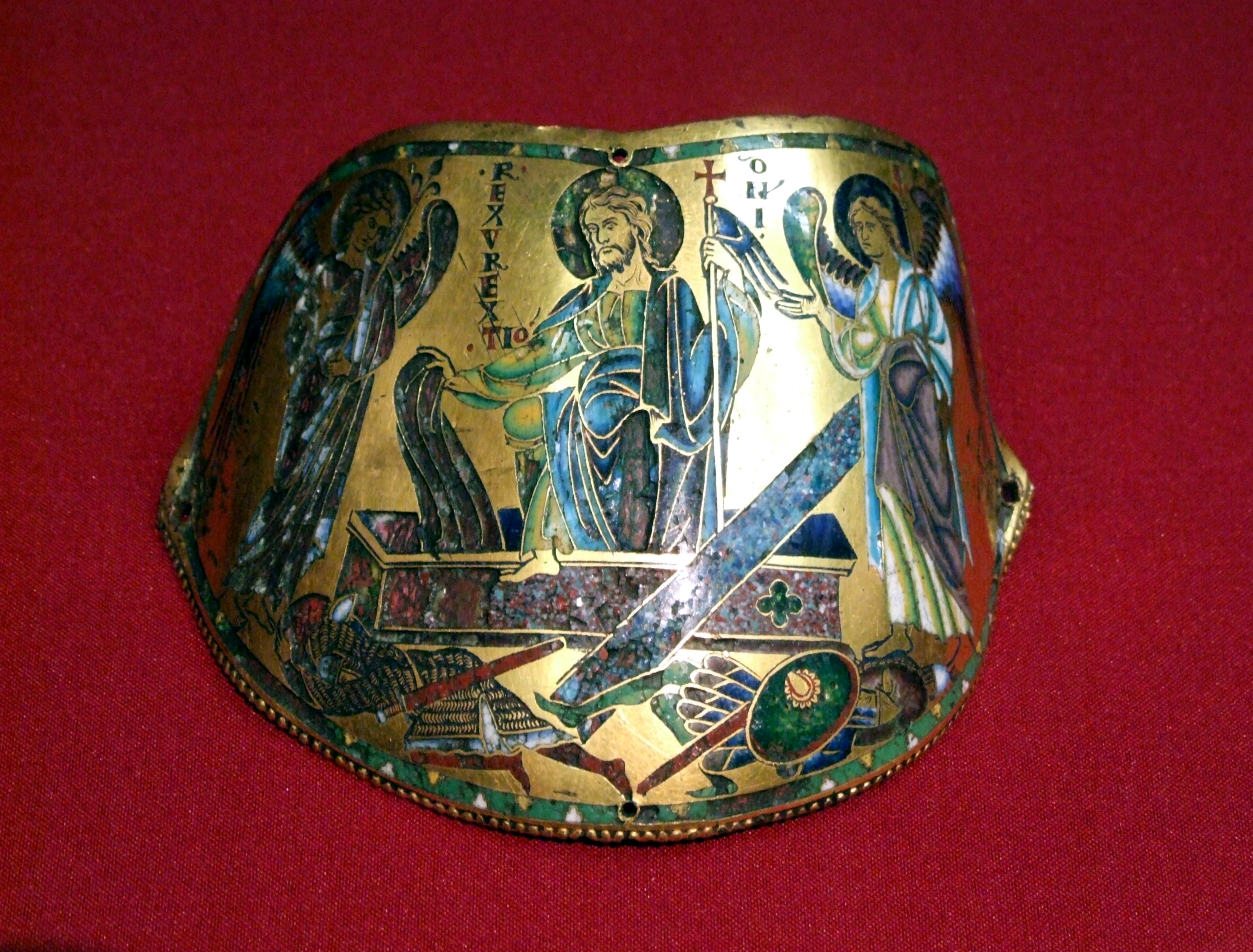
Эмалевая миниатюра «Воскресение Христово» (наплечник Андрея Боголюбского, ок. 1170—1180-х гг.)

## Другие свидетельства воскресения Иисуса Христа
Основными источниками о воскресении Христа после Библии являются раннехристианские тексты, такие как послание священномученика Поликарпа Смирнского, Игнатия Антиохийского. В первые века христианства основным свидетельством о воскресении Христа являлось принятие мученической смерти христианами за исповедание веры.
К вещественным свидетельствам воскресения христиане относят плащаницу, в которую Иосиф Аримафейский пеленал тело Иисуса. По тождественности этой исходной плащаницы, исторический след которой прервался в XIII веке, и т. н. Туринской плащаницы сегодня ведутся исследования.
Православные христиане к чудесным свидетельствам Пасхи относят схождение Благодатного Огня в Храме Гроба Господня в Иерусалиме, которое происходит в Великую Субботу перед православной Пасхой.

## Догматическое и богословское значение воскресения Христа
Вера в воскресшего Христа как необходимое условие спасения и веры во последующее всеобщее воскресение выражена апостолом Павлом в его посланиях, особенно 1Кор.15. Как всеобщее исповедание Церкви догмат о воскресении Христа из мёртвых на третий день был сформулирован в древнем Апостольском символе веры. В пятом члене Никео-Цареградского Символа к «И воскресшего в третий день» добавлено «по Писаниям», то есть по ветхозаветным пророчествам.
В богословском понимании смертью Христа завершается Его вольное принятие страданий и смерти, разделение участи со всем человечеством. Пределом Божественного кенозиса является сошествие Христа в ад в Великую субботу. Происходит обновление смысла субботнего покоя: «Днешний день тайно великий Моисей прообразоваше глаголя: и благослови Бог день седмый: сия бо есть благословенная суббота, сей есть упокоения день, в оньже почи от всех дел Своих Единородный Сын Божий» (стихира Великой субботы). Воскресение Христа представляет кульминацию спасения человека от рабства греху, во Христе смерть и естество побеждены, и через сопричастие Ему побеждаются в остальном мире.
- В. Н. Лосский: «Христос принял на Себя нашу природу,… для того, чтобы разрешить трагедию человеческой свободы, преодолеть разрыв между Богом и людьми, внося разрыв во внутрь Своей Личности, в Которой нет места ни для какого разрыва… В Своем неизреченном кенозисе Богочеловек включает Себя в растленную реальность, истощая её, очищая её изнутри Своей нерастленной волей. Это добровольное включение Себя в условия падшего человечества должно привести к смерти на кресте, к схождению во ад… Святой Максим учит, что дело спасения включает три степени, которые Христос последовательно восстановил в природе: бытие, благобытие (eu einai) и бытие вечное (aei einai). Первое достигнуто воплощением, второе — неповрежденностью земного воления, приведшего ко кресту, третье — неповрежденностью природной, раскрывшейся в воскресении»[5];
- Свт. Григорий Богослов: «В сей день великий Христос воззван от мертвецов, к которым приложился. В сей день отразил Он жало смерти, сокрушил мрачные затворы унылого ада, даровал свободу душам. В сей день, воспрянув из гроба, явился Он людям, для которых Он родился, умер и возбужден из мертвых»[6];
- Прп. Максим Исповедник: «Тот, кто познает тайну креста и гроба, познает также существенный смысл всех вещей…Тот, кто проникнет ещё глубже креста и гроба, и будет посвящён в тайну воскресения, познает конечную цель, ради которой Бог создал все вещи изначала»;
- Свт. Кирилл Иерусалимский: «И тот (Иона) брошен был во чрево кита; а сей добровольно сошёл туда, где мысленный оный кит смерти, сошёл добровольно, чтобы смерть изблевала поглощенных ею, как писано: „от руки адовы, избавлю я, и от смерти искуплю я“ (Ос. 13:14)… Надлежало пострадать за нас Господу, но не осмелился бы приступить диавол, если бы знал сие. „Если бы познали (власти века сего), то не распяли бы Господа славы“ (1Кор. 2:8). Итак, тело соделалось отравою смерти, дабы дракон, когда надеялся пожирать, изблевал и тех, которых пожрал»[7];
- Свт. Иоанн Златоуст: «Восторжествовал над адом Сошедший в ад. Горько пришлось аду, когда он вкусил Его плоти. И, прозрев это, Исаия воскликнул: „Горько пришлось аду при встрече с Тобою в преисподней“. Горько пришлось, потому что он упразднен; …Принял тело и (внезапно) натолкнулся на Бога; принял землю, а встретил Небо; принял то, что видел, и попался на то, чего не видел. Смерть, где твое жало? Ад, где твоя победа? Воскрес Христос — и ты повержен„[8].

## Воскресение Христа в иконографии и культуре

### Иконография

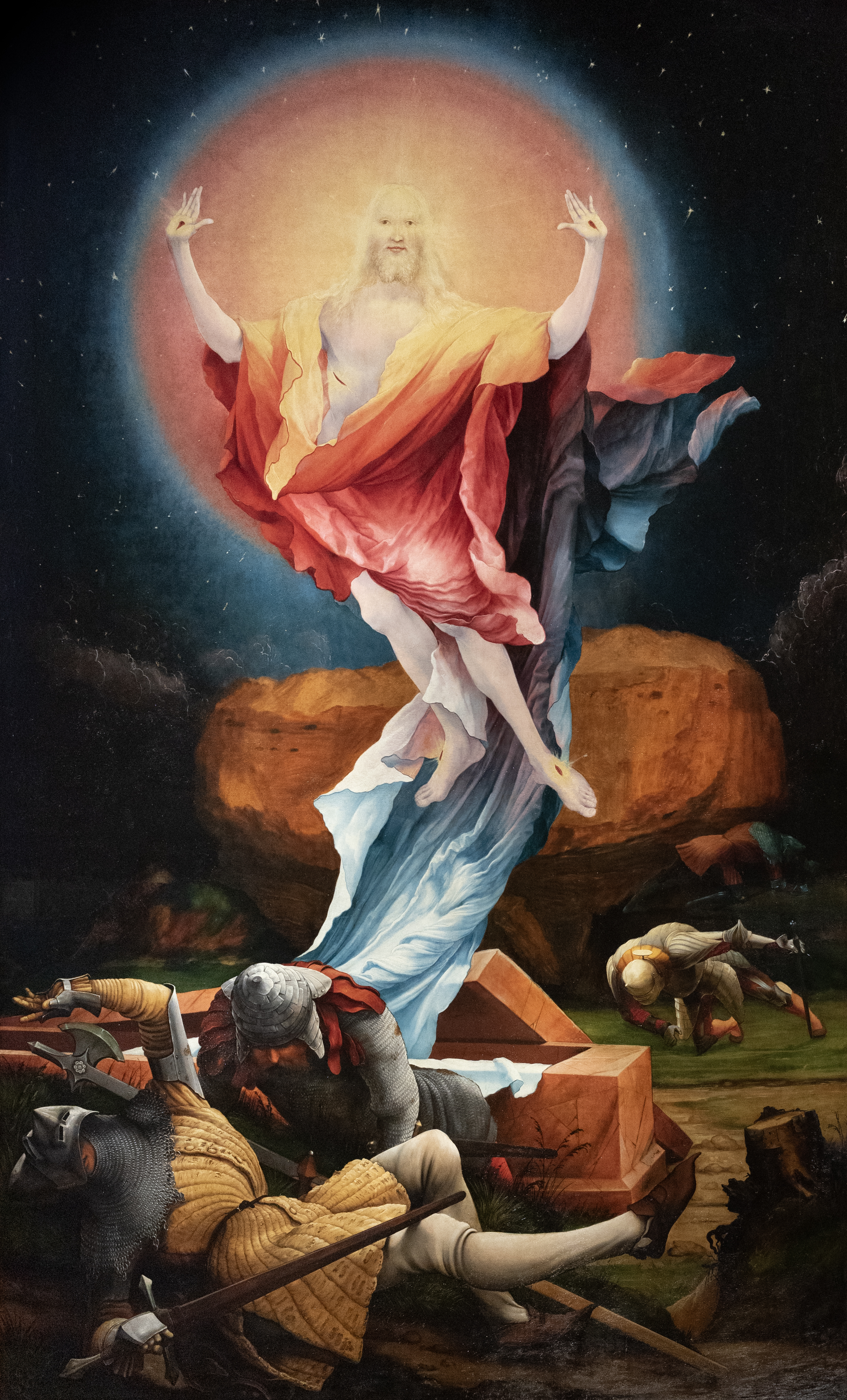
Воскресение Христа. М.Грюневальд, XVI в.

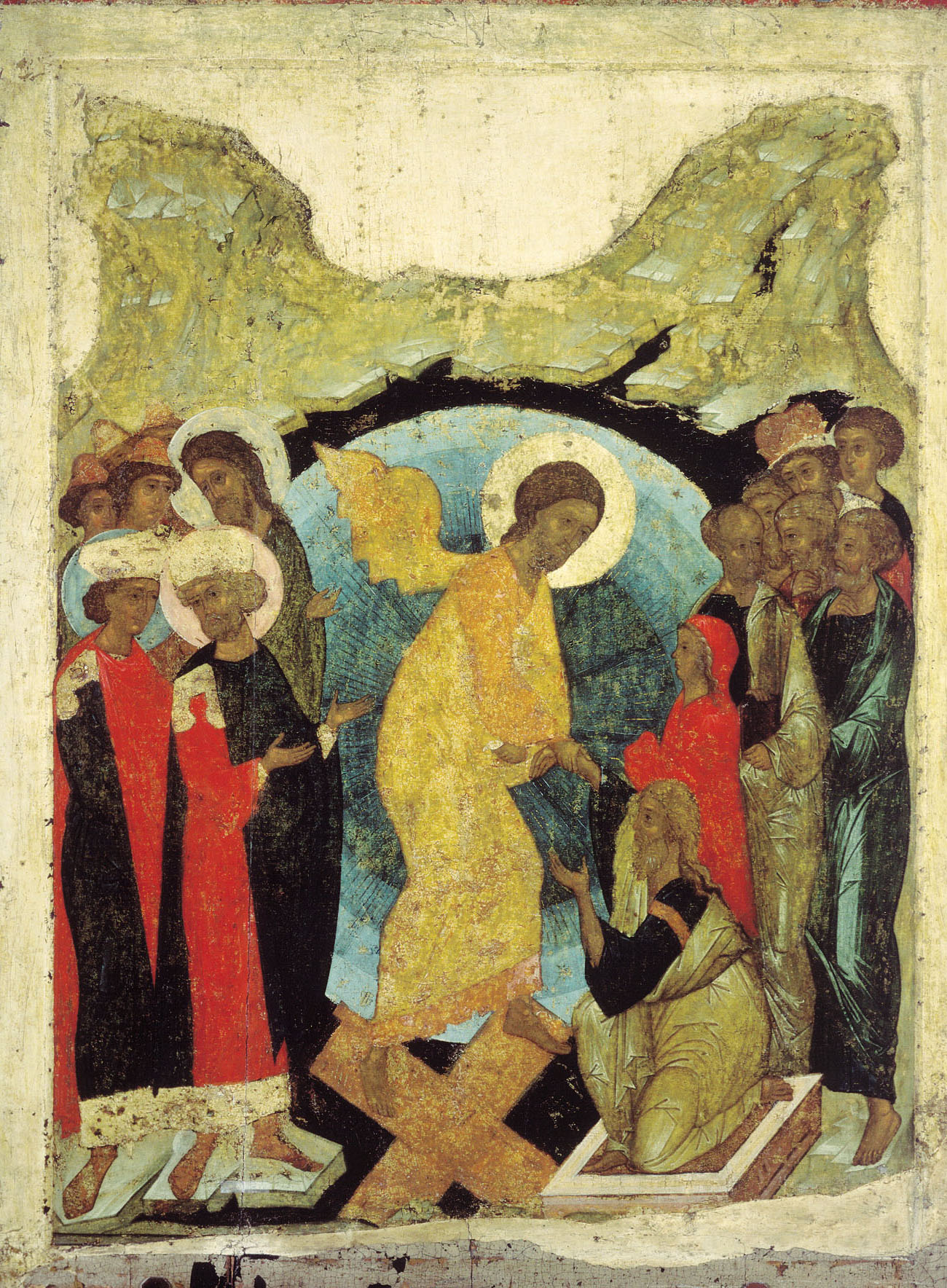
Сошествие во ад
(икона Андрея Рублёва (?), 1408—1410 годы)

В православной иконописи сюжет «Сошествия во ад» являлся одновременно изображением Воскресения Христова, что закономерно вело к его популярности. Место данной иконы в иконостасе было в 12-частном праздничном цикле, миниатюры с неё помещались на окладах напрестольных Евангелий в окружении ликов четырёх евангелистов. Православные иконы, особенно русская иконопись, подчёркивают мотив сокрушения врат ада воскресшим Христом. Они изображаются в виде сломленных дверей под ногами Христа, как правило крест-накрест, что также символизирует победу смерти крестной смертью Христа («смертью смерть поправ»). Из разрушенного ада выходят ветхозаветные праведники, души которых пребывали в нём до этого освобождения. Праведники либо выходят всем сонмом, поднимаясь в Царство Небесное, либо Христос помогает праотцу Адаму, протягивая ему руку. Подобными мозаиками и фресками Воскресения Христа украшали апсиды храмов.

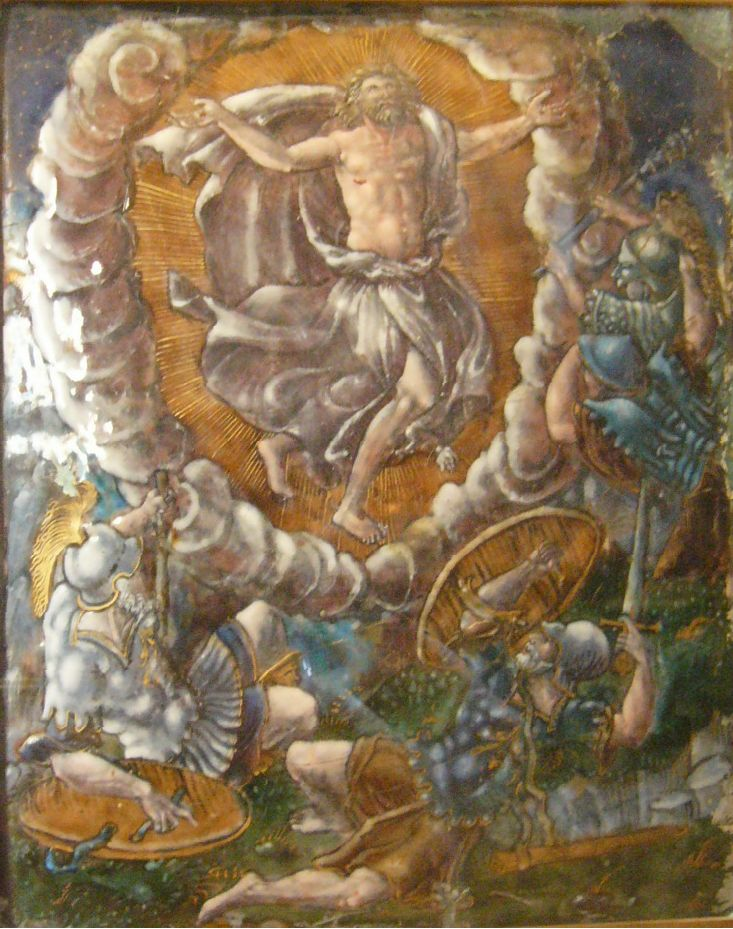
Воскресение. Пинакотека Ватикана

Распространённый мотив западного происхождения — Христос выходит или даже взмывает вверх из отверстого гроба, рядом находятся ангелы, воины повергаются на землю или разбегаются. Иногда рядом присутствуют жёны-мироносицы или апостолы. Данный сюжет не вполне соответствует евангельскому изложению событий, где Христос воскресает до того, как камень отворяет гроб, вследствие схождения Ангела. Однако со времен Средневековья западная иконопись использует его, меняя только детали и способ выражения. Для этого иконографического канона также часто характерна деталь — Христос держит крест или флаг с изображением креста.

### Живопись

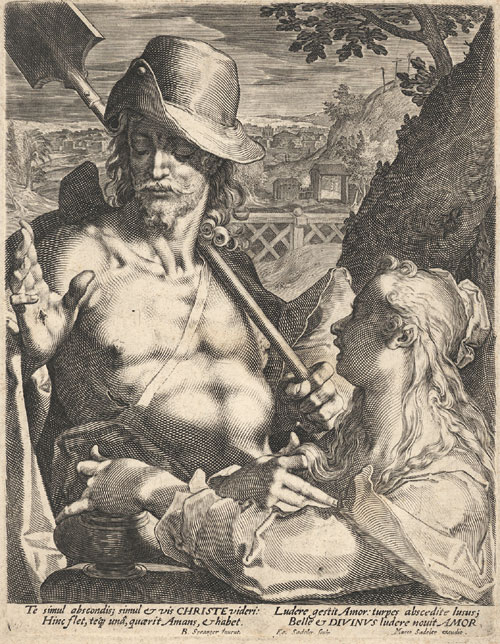
Явление Христа Магдалине в саду. Медная гравюра. А. Заделер

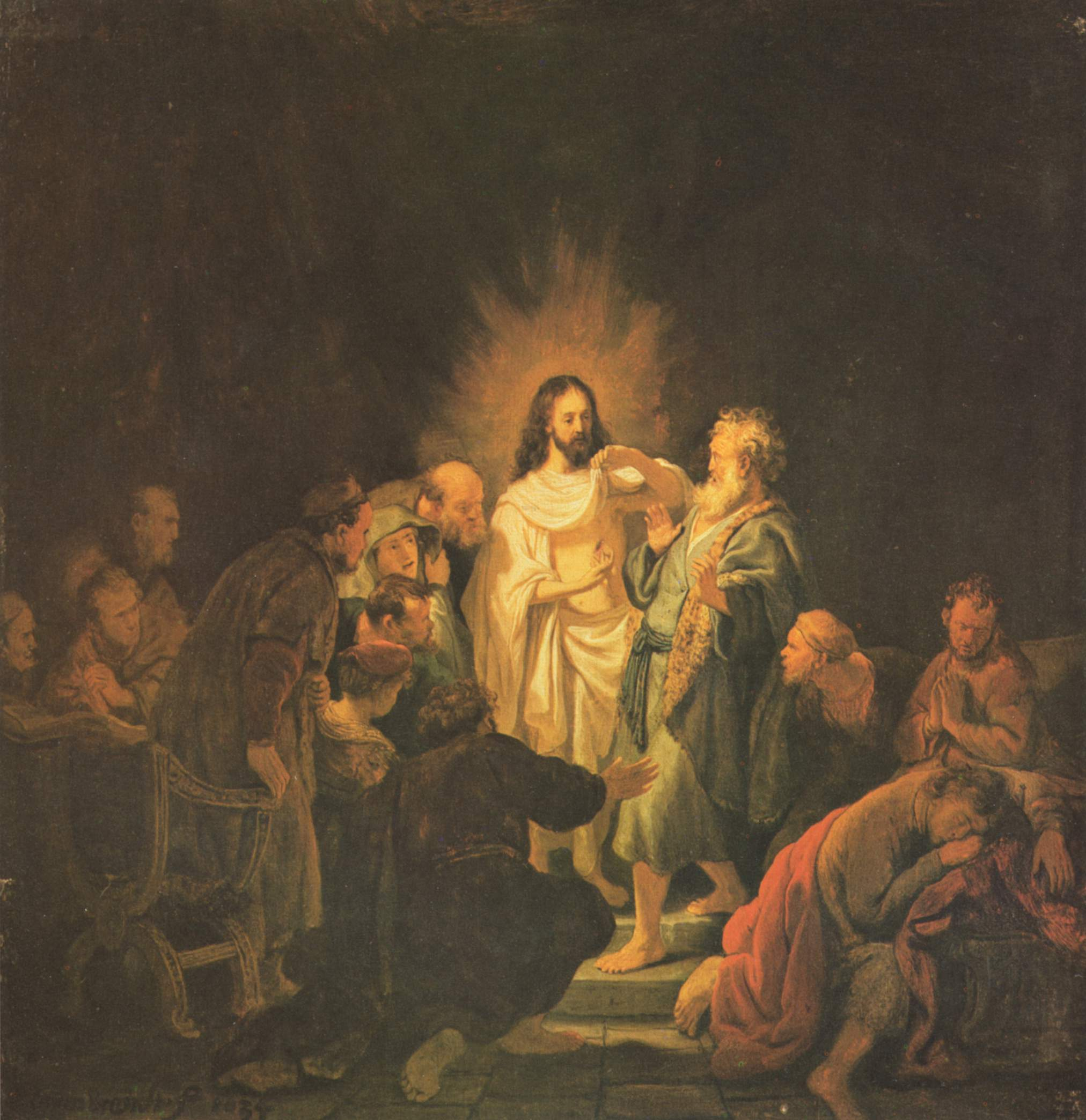
Неверие святого Фомы. Рембрандт, 1634, Москва, ГМИИ им. А. С. Пушкина

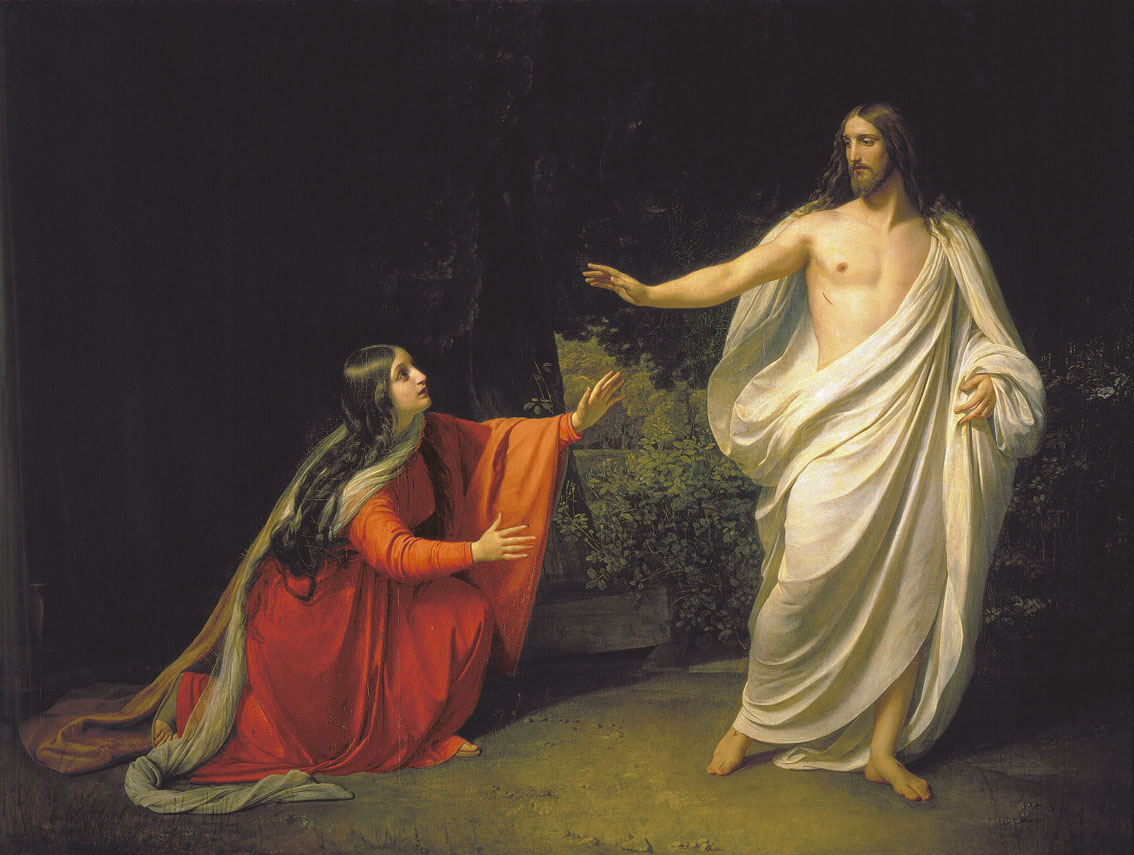
А. Иванов. Явление Христа Марии Магдалине после воскресения. 1835

Сюжет «Не прикасайся ко Мне» (лат. Noli me tangere — слова Христа Марии Магдалине при первом Его явлении ей) получил широкое распространение не только в иконографии, но и в светской живописи, начиная с эпохи Возрождения. Различными способами художники и иконописцы старались показать динамичность события и его эмоциональную окраску — рвение Марии к неожиданно воскресшему Учителю, и Его отстранение от неё, но при этом не холодно-отчуждённое, а исполненное любви и в то же время строгости. В некоторых работах в руки Христа вложена лопата, таким образом авторы объясняют ошибку Марии, почему она приняла Христа за садовника.
Тема воскресения Христа была популярным сюжетом у великих живописцев средневековья и эпохи Возрождения. Картины, посвящённые воскресению и явлениям воскресшего Христа ученикам, создали Караваджо, Маттиас Грюневальд, Альбрехт Альтдорфер, Петер Пауль Рубенс и многие другие. Эпизод с уверением апостола Фомы изображён на картинах Караваджо и Рембрандта.
Кисти Микеланджело принадлежит несколько графических эскизов «Воскресение Христа». В Сикстинской капелле Ватикана есть фреска XVI века с изображением воскресшего Спасителя.

### Русская культура
- Л. Н. Толстой своё краткое изложение Евангелия прерывает на смерти Христа, не затрагивая тему Его воскресения из мёртвых[9]. В своём последнем романе «Воскресение» религиозное значение писатель переосмысливает как социальное: воскресение — восстание — преображение народа.

- В «Солнце мёртвых» И. С. Шмелёв затрагивает как тему воскресения — восстания социального, так и внутреннего обновления личности[10].

- В. В. Маяковский в произведении «Как кто проводит время, праздники празднуя (На этот счёт замечания разные)» сатирически описывает пасхальное застолье. Он также поднимает темы воскресения народного как восстания («Владимир Ильич Ленин») и личного воскресения[11].

- «Евангелие от Афрания» — описание Кириллом Еськовым евангельских событий в жанре криптоистории.

## Воскресение Христа в календаре
- В русском языке день недели воскресенье назван в честь Воскресения Христа, воскресшего в этот день; в отличие от германских языков (в английском воскресенье — День Солнца (Sunday)).